# 進化の実〜知らないうちに勝ち組人生〜
『進化の実〜知らないうちに勝ち組人生〜』（しんかのみ しらないうちにかちぐみじんせい）は、美紅による日本のライトノベルおよびそれを原作とするメディアミックス作品。2014年1月25日から「小説家になろう」に投稿を開始。同年9月30日には『モンスター文庫』（双葉社）にて書籍化刊行が開始され、2023年1月時点でシリーズ累計部数は100万部を突破している。

## あらすじ
高校生・柊誠一がいつも通りにイジメられながらの学校生活を送っていた時、突然 《神》を名乗る謎の人物の声が聞こえ、クラスメイトとともに異世界へと召喚されてしまった。一人だけ移動先が異なり、森を一人彷徨っていた誠一は「進化の実」を食べて生き残っていたが、サリアと名乗るゴリラに襲われてしまう。だが、攻撃を避けたことで「私、初メテ。ダカラ、優シクシテネ?」と、誠一はサリアに懐かれてしまった。先ほど襲い掛かってきたのとは真逆に世話をしてくれるサリアに対し、「ゴリラもありなのか?」と思っていた矢先に、2人は悲劇に見舞われてしまった。しかし2人が「進化の実」を食べていたために、信じられない奇跡が起きる。

## 登場人物
声の項はテレビアニメ版の声優。
柊 誠一（ひいらぎ せいいち）
声 - 下野紘、千本木彩花（幼少期）
本作の主人公。不細工、臭い体臭、肥満体と第一印象は最悪な高校生。そのため学校で酷いイジメを受けているが、性格は優男そのものであり周囲の困った人間を助けているため、誠一を嫌っている人間は実際はそれほど多くは無い。どちらかというとイジメに巻き込まれるのを防ぐため、幼馴染など周囲の人間を突き放していることで孤立している。
《神》を名乗る存在によりクラス召喚に巻き込まれてしまう。その際、イジメによりグループに入れられず一人孤立したまま召喚されてしまうことになったため、神様に哀れに思われスキル【完全解体】（敵を倒した際にドロップアイテムを必ず全て入手できるうえ、相手が持っていた魔法やスキルも奪い取れるスキル）をもらう。また、《神》は一人だけで召喚されることを想定しておらず、召喚先をランダムにした結果、強力なモンスターが跋扈する「果てなき悲愛の森」の中に飛ばされてしまう。
そして、森の中を放浪している間にクレバーモンキーから盗む形で進化の実を手に入れて食べる（全て後に出会うサリアが将来の婿に食べさせるために収集していたもの）。進化の実の能力によりレベルアップするごとに顔や体型が改善されていき、最終的に「果てなき悲愛の森」内のダンジョンをクリアすると同時にレベルアップによって最終進化し、体型はやせ型、顔はイケメンになる。また、急激かつ膨大なステータスの上昇により、剣を軽く振り下ろすだけで、約50m先まで地面が抉れるほどの強さを獲得する。その後も必要に応じてその場でスキルを入手していき、本を1ページ読んだだけで魔法を最上級の状態で入手したり、王都カップにロバで出て優勝したり、魔物の大軍を自分で創造した魔法一つで殲滅したり、魔神教団に冥界に送られるも無傷で生還したりと、まさに無茶苦茶な強さを持つようになる。
現在は全知全能が奴隷になるほどの強さを持ち、神さえを一瞬で滅ぼせる能力者の能力を無効化、変質化するほどの力を持つようになり、「効かないものは効かない」と天の声も訳の分からないことを言うようになる。しかし本人は人間を逸脱していることを認めたくないのか、あくまでも自分を「普通の人間」と捉えたがる（もちろんとんでもない高ステータスの為、普通を大きく逸脱した行為をあっさりと行っている）。
最終的にステータスは数値として表現不可能な領域に達し、天の声は修行を目的とする家出と称して応答不能となる。
想像力は非常に乏しく、「魔法創造」のスキルを用いて魔法を創造する際はイメージが殆ど浮かばずに無意識に呟いた結果呟いた言葉がそのまま魔法名となって発動し、サリアとの娘を想像した際は進化前のゴリラの姿しか思い浮かばなかった。
サリア
声 - 稲田徹（進化前）、花澤香菜（進化後）
本作のヒロインの一人。全身をピンク色の体毛で覆われたメスのゴリラ（正確にはカイザーコングという魔物）。最初に誠一に異世界で出会った、会話が可能な生命体。クレバーモンキーを従えており、森で暮らしているものではトップクラスの戦闘力を持つと考えられる。拾った本を読んで家事の行い方を身に着けており、女子力が高い。
最初は誠一を敵と判断して襲い掛かったのだが、誠一が自分の攻撃を避け続けていることに加えて【臭い奏者】による体臭を嗅いだことで誠一に惚れ、誠一に対して献身的に尽くすようになる。
将来の結婚相手に食べさせるため進化の実を集めていたのだが、誠一に盗まれたため（犯人が誠一とは知らない）激怒していた。しかし盗んだ相手が誠一と知ると、元々誠一を婿にする予定だったためすぐに許した。
誠一に出会った時点で既に進化の実を限界まで食べたうえ最終進化目前となっており、ダンジョン【果てなき悲愛の森】にて、ゼアノスによる攻撃で致命傷を負ったことで、進化の実の効果が発動し最終進化、赤い長髪を持つ美少女へと変化した。この状態でも戦闘力の高さは健在であり、自分の意思で元のゴリラの姿と切り替える事ができる。
複数人との交際は容認しており、誠一の魅力は一人で独占できるとは思っていない、と考えている。
アニメ2期では本来のゴリラの姿で語り部をすることがある。バーバドル魔法学園では生徒の一員として、誠一が担任を務めるFクラスに編入した。
アルトリア・グレム
声 - 井上麻里奈
本作のヒロインの一人。ギルドに加入している一人で、斧を武器とする。
生まれた時から【災厄を背負う者】という称号を持っており、幸運値が-2000000とマイナスに振り切れている。これにより幾度どなく周囲が不幸による被害に遭っており被害を未然に防ぐため周囲を突き放しているが、本来は困った人を見捨てられない優しい性格である。
誠一のギルド登録において試験官を務めることになるが、自身の不運によりベル・ジゼルが無差別に仕掛けた転移装置の一つに引っかかってしまい、ダンジョン【黒龍神の迷宮】内に誠一、サリアと共に飛ばされてしまう、更に内部の罠により誠一、サリアと引き離された上、黒龍神と遭遇し重傷を負わされる。間一髪で誠一に助けられ、その後誠一がダンジョン内部で見つけた不幸の指輪（運がマイナスになる、本来ならば外れの装備）を付けたことで運のマイナスが打ち消され、今度はプラスに振り切った。
この時不幸の指輪を、この世界では永遠の愛を誓うことを意味する左の薬指に入れ、さらに元気づけようとして言ったプロポーズじみた発言を受けることで、無自覚ながら誠一に恋をする。
その後アドリアーナに指摘されて恋心を自覚し、誠一に告白し両想いとなる。
ちなみにサリアがカイザーコングという魔物であることは最初は気づいておらず、ルルネが人間化した際にサリアが目の前で変身し実証することで知った。
嫉妬深く、誠一の近くに女がいると「嫉妬が止まらない」と語る（ただし、誠一の元に行くと結局恥ずかしさでサリアが心配していると嘘をついた）。バーバドル魔法学園では誠一と同じく教師として、冒険学科を担当している。
ガッスル・クルート
声 - 稲田徹
主人公が登録した王都テルベールにあるギルドのギルドマスター。ギルド本部でもあり、変態の巣窟でもある。むしろ王都の住人には変態の巣窟という認識の方が強い。筋骨隆々で褐色肌な男で、常にブーメランパンツ一丁で生活している。元S級冒険者で、筋肉による防御力で攻撃を受け止め、更に力任せに攻撃する戦い方から【鉄人】と呼ばれていた。常に筋トレを行っており、周囲にも筋トレを推そうとしてくる。ブーメランパンツの中には明らかにパンツよりも体積が大きい地図などが入っており、どうやって入れているのかは不明。当然だがパンツの中に入れているものは股間の匂いが染みついている。
元ではあるが冒険者としての実力は現在も衰えておらず、王都テルベールに魔物の大群が攻め込んだ際は上記の戦い方を実践し、ギルドの構成員と共に戦闘に大きく貢献している。
エリス・マクレーヌ
声 - 西尾夕香
金髪縦ロールといったお嬢様のような髪型の受付嬢。美人でその上マクレーヌ伯爵家という貴族のご令嬢。以前は【受攻の令嬢】と呼ばれ、恐れられた元S級冒険者。その由来はMとSどっちもいけることから。『SM講座』をギルドで開いていおり、尋問官などに需要があるらしい。
常に欲望をむき出しにしている周囲とは異なり、受付嬢として令嬢のドレスを着用した姿と、ボンテージを着用したSM嬢そのものの姿を使い分けている。
ルルネ
声 - 西本りみ
ロバ。頭部の体毛が後ろに大きく伸び、ポニーテールの状態になっているのが特徴。プライドが非常に高く、不用心に触れようとする者は蹴り飛ばしている。しかし誠一には受け止められたうえ逆さまに持ち上げられ、降伏した。
非常に大食いで、王都カップという競馬にも5位の賞品の食料目当てで参加。しかし食料が楽しみすぎて食事を抜いた結果空腹で走れず、腹ごしらえと強化のために進化の実を食したことで急加速。そのまま1位でゴールしてしまった。
更にその後進化の実によって進化し、喋れるようになり、茶色のポニーテールを持つ美少女への変化などもできるようになった。もはや「ロバ」の領域を超越した『ロバ』。バーバドル魔法学園では生徒の一員として、Aクラスに編入した。ちなみに学園食堂が近いから本人は喜んでいる。「美味しい食べ物のためならば、私は神をも蹴り殺そう」と豪語しており、Web版の終盤においては、邪神さえも食せるようになっている。
神無月 華蓮（かんなづき かれん）
声 - 南條愛乃
誠一の幼馴染みにして、元生徒会長の女子高校生。腰まで伸びた長い黒髪が特徴。神無月グループの令嬢で、文武両道、才色兼備、品行方正を絵に描いたような人物。本来はもっと上の進学校に通うはずだったが、誠一たちと離れることを拒み、家から近い今の学校に通っている。男女問わず、学園内からの人気は高い。
誠一に対して恋心を抱いており、異世界で誠一と再会した際は長期間会えなかった反動か、既にサリアとアルトリアという交際相手がいることを知ると監禁しようと企むなど、暴走を起こし誠一を驚愕させた。
なお、誠一以外のクラスメイトは全員隷属の腕輪（装着者を強制的に従わせる腕輪。”装着させた者”からの命令に逆らおうとすると装着者に大きなダメージが加わり最悪死亡させることもできるが、命令できる数に限りがある）を付けられており、カイゼル王に逆らえないようになっている（一緒に召還された者で戦力にならない生徒と教師達が人質となっている）。
誠一と再会した際に隷属の腕輪を誠一に外してもらい偽装（カイゼル王達に命令権が無い事を悟られない様にする為）しようとした際の隙をついて誠一の手で腕輪を嵌めさせた（隷属の腕輪の能力がそのままであるため、命令権を誠一が持つ事になる）。テレビアニメ版では展開が異なり誠一が怒りに駆られた暴走と同時に木端微塵に破壊され、それをヘリオに気づかれている。
高宮 翔太（たかみや しょうた）
声 - 橘龍丸
誠一の幼馴染みの一人。剣道部所属のイケメン。自身がいじめられているにもかかわらず、助けてくれる誠一をかけがえのない友だと思っている。
高宮 美羽（たかみや みう）
声 - 美波わかな
翔太の妹。肩まで伸びた黒髪に、花型のピンが特徴。
誠一のことを「誠一お兄ちゃん」と慕っている。
荒木 賢治（あらき けんじ）
声 - 長井新
誠一の幼馴染みで、翔太とは腐れ縁。普段は人懐っこい笑顔と持ち前の明るさで気さくなイケメンだが、怒らせると人一倍怖い。ボクシングをしているため腕力には自信があり、背丈も185cmの大柄。
村田 梨香（むらた りか）
賢治の彼女。黒髪のたれ目で、マイペースな性格。絵里とアイドルグループに所属している。
新島 絵里（にいじま えり）
翔太の彼女。童顔で美羽よりも小柄。翔太曰く、「学年一背が低い」。梨香とアイドルグループに所属している。
青山 広樹（あおやま ひろき）
声 - 赤坂柾之
サッカー部のエースで主将。周囲からモテる。しかし誠一に対しては「クソ豚野郎」と毛嫌いし、最初の転移の際も「一人で勝手に死んでろ」とグループに入れなかった。
勇者として選ばれたことと優秀なステータスを手に入れたことで更に増長し、バーバドル魔法学園に入学すると勇者の立場を悪用して他のクラスを見下すなど問題行動が目立つようになったが、強力な魔物に蹂躙されたことで自信を無くした。
大木（おおき）
声 - 真野拓実
青山の友人。誠一を「ブタ」と呼んで青山共々いじめている一人。そのため、華蓮や賢治からは酷く嫌われている。
青山と共に勇者の立場を悪用して他のクラスメイトを見下していたが、強力な魔物に蹂躙され自信を無くした。
清水 乃亜（しみず のあ）
毛先の一部を青く染めている美人。制服を着崩しピアスも開けているが、有名なファッションモデル。授業中に携帯電話をいじったり、授業をサボったりしている。
世渡 愛梨（せと あいり）
声 - 花守ゆみり
派手なアクセサリーを付けているギャルっぽい雰囲気はあるが、ノーメイクの美人。金髪のツインテールの途中をリボンで纏めている。交際関係は広く、どんな相手でもすぐに溶け込める。
中学時代は自分のコミュニケーション能力に自信が無く、現在とは正反対で友達がいなく独りぼっちだったが、誠一から励まされたことをきっかけに他人と会話することを積極的に行い、コミュニケーションが上手になった。
誠一のことは当時付けた「せいちゃん」というあだ名で認識しており、本名を思い出すのに時間がかかっている。ちなみに誠一からは「あいりん」と呼ばれている。
アニメ版ではバーナバス学園のクラス対抗戦中に乱入したデミオロスの消滅間際の一撃から誠一を庇おうとして、自分も誠一と一緒に冥界に送られてしまったが彼と協力して、冥界から脱出を果たした。
天川 瑠美（あまかわ るみ）
茶髪で緩いウェーブをかけたギャル。制服を上手く着こなし、メイクをほとんどしない美人。
野島 優佳（のじま ゆうか）
名前は和名だがイギリス人と日本人のハーフで、腰まで伸びたストレートの金髪を持つ。有名なレディースの総長で、胸にさらしを巻いている。改造した制服の上に特攻服をまとっているため、美人でありながら周囲からは浮いている。乃亜たちと仲が良い。
如月 正也
声 - 柴崎哲志
世界で活躍していたアイドルグループのリーダー。元サッカー部キャプテン。
その人気ぶりとは裏腹に人を見下しており、女性との交友について黒い噂が絶えない。
青山とは別に勇者の立場を悪用して他のクラスをこき使い、トラブルを起こしている。
後に強力な魔物との戦闘に負けた際、一緒にいたメンバー全員が召還された際に得た勇者の資格（蹂躙された際に破壊された帝国保管の聖剣で、剣自体には効果は何も無い）と聖属性魔法及びアイテムボックス等含むスキルも全て失ってLVが1に落ちた上、顔に大怪我を負い、アイドルとしての活動は絶望的となった。その後は自分が無力になったことで荒れている。
バーバドル魔法学園から無断で魔物討伐に森へ向かう際、MPを回復させる為に錬金室の生徒を脅し持って来た薬品（生殖機能死滅薬）をMP回復薬と思い、鑑定で確認せずその場で飲んでいる。
大山 剛
声 - 笠間淳
世界で活躍していたアイドルグループの一人。元ボクシング部であり体格が良い。
アイドルとは思えない程非常に荒く下品な性格であり、如月と同様女性との交友について黒い噂が絶えない。
バーバドル魔法学園にて、如月と共に勇者の立場を悪用して他のクラスをこき使い、トラブルを起こしていたが、強力な魔物との戦闘に負けて大怪我を負い、アイドルとしての活動は絶望的となった。
東郷 蓮人
声 - 森嶋秀太
世界で活躍していたアイドルグループの一人。長めの金髪を派手にセットしており、一見するとホストに見える。
いちいち言動がキザっぽく、如月と同様女性との交友について黒い噂が絶えない。
バーバドル魔法学園にて、如月と共に勇者の立場を悪用して他のクラスをこき使い、トラブルを起こしていたが、強力な魔物との戦闘に負けて大怪我を負い、アイドルとしての活動は絶望的となった。
ルイエス・バルゼ
声 - 日笠陽子
ウィンブルグ王国の騎士団【剣聖の戦乙女（ワルキューレ）】の団長を務める水色の髪の女剣士。アホ毛が特徴。《剣騎士（ナイト・オブ・ソード）》の異名を持つ。
他の団員は様々なスキルを習得している中、スキルや魔法の類を何一つ習得していない。そのかわり相手の剣技やスキルを見ただけでコピーし、自前の剣技のみでスキルを使用したかのような動きを再現して見せる、という驚異的な才能で団長の座にたどり着いた。その反面、王都カップの優勝賞品である「【剣聖の戦乙女】と一緒に、一日過ごせる権利」を、「【剣聖の戦乙女】の訓練に参加させる」と解釈するなど、色事とは全くの無縁。
非常に強いがゆえに【剣聖の戦乙女】内部では崇拝されているが、幼少期から既に強すぎたため友達と呼べるような対等の相手は存在せず、孤立している。
誠一に対して模擬戦を申し込み、誠一の話を一切耳にせず攻撃を仕掛けるが、「世界眼」と「反射防御」による自動的なカウンターによって敗北し、誠一を「師匠」と呼び尊敬する。
アニメでは登場する度に周囲にバラの花びらが舞っており、誠一や【剣聖の戦乙女】の部下達はこのバラの花びらでルイエスがいるかどうかを判断する場面がある。
クラウディア・アステリオ
声 - 西田望見
騎士団【剣聖の戦乙女（ワルキューレ）】所属。青い髪を持つ男前な女性。
非常に個性が強い誠一の周囲の人間と比較すると数少ない常識人。
あまりに強すぎて孤立しているルイエスを気にかけており、模擬戦でルイエスを倒した誠一にお礼を言った。
ローナ・キリザス
声 - 青木志貴
騎士団【剣聖の戦乙女（ワルキューレ）】所属。常にハイテンションで会話し、悪戯好きで相手をからかうことが多い。
王都カップの司会も務めており、【剣聖の戦乙女】内で最初に登場した人物である。
エリスの『SM講座』を上級編まで修めており、尋問官としての腕は国内随一。
ウィンブルグ王を暗殺しようとしたオリガに対して尋問を行ったが、その手法はカツ丼を臭いだけ嗅がせ、自分が目の前で食べるというもの。ちなみに隷属の首輪によって情報を喋らないよう命令されており、尋問に全く意味が無かったことが後で発覚した。
オリガ・カルメリア
声 - 久保ユリカ
カイゼル王に派遣され、ウィンブルグ王を暗殺しようと王国に侵入してきた黒猫の獣人の女の子。8歳。≪黄昏の暗殺者（トワイライト・アサシン）≫という異名を持つ。
猫の獣人にとって黒は不吉の象徴とされており、母親からの虐待や奴隷売買などを経験し、最終的にカイゼル帝国の王族直属の暗殺部隊に買われ、隷属の首輪（隷属の腕輪の首輪バージョンで、命令回数に制限がない上位互換）を付けられて暗殺の道具とされていた。
ウィンブルグ王への襲撃を成功し脱出中に誠一と遭遇、誠一に制圧される。その後クラウディアの尋問を受けるが、隷属の首輪による命令でそもそも情報を喋る事が出来なかったところへ、誠一の解放魔法【リ○カーン大統領】によって隷属の首輪を破壊されて自由の身となる。自分の所属の情報を明かした後は、妹という扱いで誠一に預けられ同行することとなり、誠一を「誠一お兄ちゃん」と呼ぶようになる。バーバドル魔法学園では誠一の助手として、彼をサポートしている。
アニメでは不吉の象徴という設定は無く、母親と共にカイゼル帝国に囚われ、奴隷となった。大人と子供で区別された為母親と引き離され、母親のその後の消息は不明。
羊さん
声 - 新井里美
誠一が召喚された異世界の迷宮管理人。本名は「エドワード・リューゼンシュタイン・バルヘッド・ヘイバトス」。本名が長いため、「羊さん」と呼ばれている。初のダンジョンを制覇した誠一たちの前に現れ、踏破報酬を渡した。ドS気質で、誠一の心を読んではからかう。その後もダンジョンを攻略すると手紙を誠一のもとに出現させ簡略的に挨拶するが、一時仕事を放棄してバカンスに行ったこともある。
暗黒貴族ゼアノス
声 - 日野聡
ダンジョン【果て無き慈愛の森】の主で、誠一が最初に攻略したダンジョンのボス。既に死亡してアンデッドとなっており、見た目は高貴な服を着た骸骨。ステータスは非常に高い。
本名は「ゼアノス・ゼフォード」で、1500年ほど前の大貴族だった。剣術に優れ、領地の内外に問わず善政を行い、魔王討伐に伴う召喚された勇者の剣術の師でもある。しかし、自分に匹敵する力を持つ帝王からは目障りとされ、妻を失い、勇者も殺されてしまう。さらに自分を支えていたメイドのマリーも帝王により命を落としてしまった。その後人間不信となり、【果て無き慈愛の森】でマリーの亡き骸と共にひっそりと暮らす。
誠一との戦闘中、誠一をかばったサリアに重傷を負わせるが、誠一とサリアの愛に心を打たれたゼアノスは、誠一の攻撃で倒され、マリーの元へ旅立った。
クロード・シュライザー
声 - 中村和正
王都テルベールの門番。面倒見がよく、ギルドに加入しようとする誠一に対してエールを送る。
その後も王都テルベール内にて度々出くわしている。
王都テルベールに魔物の大群が攻め込んだ際も衛兵と共に加勢し、魔物の侵攻を食い止めている。
宝箱
単なる普通の宝箱だったものが、手足が生え自我を持った存在。他のファンタジー作品における「ミミック」に相当する存在だが、本作では「ミミック」という名前は使われず、あくまでも「宝箱」と呼称される。
元々ダンジョンにおいて貴重品を輸送する手段として重宝されていたが、アイテムボックスの登場により廃れてしまう。その後もどうにか利用してもらおうと手足を生やし、意思相通を可能にしたりして人間と関わろうとするが、魔物として追い払われ、最終的にダンジョン【黒龍神の迷宮】の内部にたどり着く。そこで誠一と遭遇し、倒されてしまう。
上記の経歴のため、魔物というよりは付喪神に近い存在である。
本人（本箱?）はあくまでも自分を利用してもらいたいだけであり、人に害を与えようというつもりは一切無い。また誠一に倒された際も、自分が落としたドロップアイテムである不幸の指輪に、とある誠一に有益な仕掛けを施しておくなど、粋な性格をしている。
クレア
声 - 若林倫香
ベルフィーユ教のシスター。
ノアード
声 - 中博史
喫茶店アッコリエンテの店主。ランゼルフ王とは旧知の仲。
一見単なるバーテンダーにしか見えないが、実は凄腕の暗殺者。
王都テルベールに魔物の大群が攻め込んだ際に実力を発揮し、大鎌を用いて魔物を切り裂いている。
アドリアーナ夫人
声 - 森なな子
テルベールの『上層区』に住む伯爵夫人。『ミルク』という名のスノーウルフを飼っているが、家族にしか懐いていない。そのため、世話につく人間は一日ともたず頭を抱えていた。しかし依頼で世話に来た誠一には懐き、お得意様となる。アルトリアとは知り合いで、恋の相談に乗ることもある。
ベル・ジゼル
声 - 村井雄治
魔族軍第三部隊長レイヤ様直属部隊『ヴィクティム』のリーダー。人間側の戦力をそぎ落とす狙いで人間界へ来襲し、【黒龍神の迷宮】への転移装置を無差別に設置していたところ、アルトリアの採取試験で薬草を探していた誠一により返り討ちにされる。ちなみに転移装置そのものはアルトリアが不運により踏んだことで一応成功したが、誠一が一緒に転移し黒龍神を倒したことで戦力をそぎ落とす計画は失敗となった。
なお、この行動は「人間界へ無暗に行ってはいけない」という規則に違反し軍に無断で行っており、誠一に倒された後に帰還後、テリー、ボスコと共に上司であるレイヤ・ファルザーにお仕置きを受ける。
テリー・ヘムト
声 - 野坂尚也
『ヴィクティム』所属で、ベルの取り巻きの1人であり同じくレイヤ直属の部下。
ボスコ・ダン
声 - 笠間淳
『ヴィクティム』所属で、ベルの取り巻きの1人であり同じくレイヤ直属の部下。
レイヤ・ファルザー
声 - 森永千才
魔族軍第三部隊隊長。『ヴィクティム』の指揮官。空気を固めて形成される鞭を操る『気体魔法』を扱い、ベルたちによくお仕置きを行う。魔族内では色気の漂う絶世の美女で、これまでにイケメン魔族666人と交際したことがある。本人も十分美貌によりモテるのだが、恋愛に夢を見がちで、拷問器具のある自身の部屋へ毎度のように誘い込み、良いムードを演出したいと思っている。そのため、長続きせず逃げられることから「生涯独身の身にならないか」と、本気で焦っている。ウィンブルグ王国との同盟締結の際にルーティア女王の護衛として同行した。
黒龍神
声 - 内田夕夜
ダンジョン【黒龍神の迷宮】の主であり、名前通り黒い龍である。かつてはある村で信仰されていた神であり、村人の信仰心が薄れても、村を災害や魔物から死守し続けていた。しかし、村人は黒龍神を倒して武器を作り、他の村を滅ぼそうと考える。命からがら逃げ切った黒龍神は、後に魔王となる男に出会い一命をとりとめた。共に旅を続ける中で、いつしか黒龍神は魔王に絶対的な信頼を置く。だが、人間の勇者によって魔王は破滅、黒龍神も迷宮に封印される。以降、人間不信に陥った黒龍神はダンジョン内にて封印から解放される時を待ち続けている。
転移魔法によって迷い込んで来たアルトリアをひん死に追い込むも、アルトリアを助ける為介入した誠一によって倒された。
誠一に倒されたことについては卑怯な手を使わず真正面から戦い、実力で負けたことで満足しており、復讐をするつもりはないと考えている。
アルフ王
声 - 天田益男
カイゼル帝国先代皇帝。
ザキア・ギルフォード
声 - 三宅健太
カイゼル帝国の騎士団長。誠一のクラスメイト達に実戦訓練を指導してるがカイゼル王のやり方に疑問を抱いている。若い頃は大剣のザキアと呼ばれていた。しかし、へリオが魔神教団関わっているだけでなく魔神の復活に協力的であることを掴み、ウィンブルグ王国に助けを求めた。しかしそれに気づいたデストラに襲撃を受け、ルイエスと共に返り討ちに遭う。その後、致命傷を受けルイエスに魔神教団の存在を伝えると同時に世界の未来を託し、息を引き取る。
テレビアニメのラストではルイエスの手で埋葬されるも、最終進化した誠一の力で復活を果たし、地面の中から這い出てきた。
オルフェ・アルモンド
声 - 山下誠一郎
カイゼル帝国の騎士団長補佐。
シェルド・ウォル・カイゼル王
声 - 落合弘治
カイゼル帝国の帝王。
誠一達を勇者として異世界に召喚することを決定した張本人。テオボルトとブルードの父親。
人間至上主義者であり、魔族を嫌悪している。
また召喚した勇者も捨て駒としか見ておらず、隷属の腕輪で強制的に使役し、バーバドル魔法学園に入学させた。
魔族と交流を行おうとするランゼルフを邪魔と思っており、暗殺の為オリガを派遣したが失敗に終わっている。
ヘリオ・ローバン
声 - 宮本誉之
シェルドの側近。
「隷属の首輪」及び「隷属の腕輪」を使い、オリガや誠一のクラスメイト達を無理矢理従わせている。勇者候補である誠一のクラスメート達を魔王討伐の道具としている。更に魔王国と友好関係を築こうとするウィンブルグ王国を攻め滅ぼそうと企むが失敗に終わった。
国王と同じく人間至上主義者のように見られているが、実際は魔神教団に所属しており、クライスと裏で繋がっている。
テレビアニメ版では展開が異なり誠一の怒りの波動によって、隷属の腕輪を破壊された事により、無駄に終わった。しかし、魔神と同じ波動を持つ誠一の存在を知られた。
ランゼルフ・フォード・ウィンブルグ王
声 - 咲野俊介
ウィンブルグ国王。
カイゼル王とは異なり魔族に対する嫌悪は無く、友好的な関係を築こうと思っている。
世界中に公共の大浴場を作り、人間も魔族も関係なく平和に入浴できる世界を作る、という夢を持つ。実はバーナバス学園長の教え子の1人で、バーバドル魔法学園の卒業生でもある。
酒場に「ランゼ」という一般人を装って喫茶店アッコリエンテに通っており、そこで誠一と出会い、アルトリアとの交際についてアドバイスを送った。
その後カイゼル王によって送られた暗殺者のオリガによる攻撃で「悠久の眠り」という呪いを受け、永遠に眠り続けるようにされてしまったが、偶然居合わせた誠一が反転魔法【良くなれ】を創作し、「悠久の眠り」を「永遠の健康」に反転させることで無事に目が覚めた。その直後に魔物達との戦いでは陣頭指揮を執った。
魔王国の女王であるルーティアと対面を遂に果たし、魔神教団の存在を知る事となり、世界を守る為に魔王国との同盟締結に踏み切った。
フロリオ・バルゼ
声 - 内田修一
ルイエスの兄にして、魔法師団の団長を務める。『氷麗の魔人』という異名を持つ。
ウィンブルグ王国随一の魔法使いだが、オリガの攻撃による「悠久の眠り」ではランゼの呪いを止めることができなかった。ただその際、呪いを解除した誠一と知り合い交友を深める。
ランゼの呪いを解いて以降は誠一と日々魔法の鍛錬に励み、土属性の魔法を習得する。
ブラック・パラディン
声 - 武内駿輔
ウィンブルグ王国の近衛騎士団長。その名の通り黒い鎧に身を包んでおり、顔は兜で確認できない。
ルーティア・ビュート
声 - 徳井青空
魔王の娘。父親である魔王を人間によって封印されているものの、人間を憎むことはせず友好的な関係を築こうとしている。魔王国の女王であり、魔族軍の最高司令官として兼ね備えている。ウィンブルグ王国にてランゼルフ国王と遂に対面を果たし、更に魔神教団の存在を熟知しており、世界を守る為にウィンブルグ王国との同盟締結に踏み切った。
クライス
声 - 杉山紀彰
魔王の側近。「ンフッンフッ」という笑い声が特徴。
人間と友好関係を築こうとするルーティアの事を快く思っていない。
実際は魔神教団に所属しており、ヘリオと裏でつながっている。
ウィンブルグ王国を滅ぼすため強力かつ大量の魔物を送ったが、ウィンブルグ王国のギルドメンバー達や衛兵に阻まれ、最後に誠一の『ジャッジメント』により全滅。ついでにクライス自身もジャッジメントの一撃を喰らい、ダメージを負った。
ゼロス・アルバーナ
声 - 長野伸二
魔族軍第一部隊隊長。
ゾルア・ワルトーレ
声 - 柳田淳一
魔族軍第二部隊隊長。
リアレッタ・バルヘイム
声 - 前田玲奈
魔族軍第四部隊隊長。
ウルス・バミュー
声 - 蓮岳大
魔族軍第五部隊隊長。ウィンブルグ王国の同盟締結の際にルーティア女王の護衛として同行した。
ジェイド・レーヴェン
声 - 川島零士
魔族軍懲罰部隊隊長。ウィンブルグ王国の同盟締結の際にルーティア女王の護衛として同行した。
ガルガンド
声 - 野島裕史
全身を鎧で覆う謎の男。実は王都テルベールの冒険者ギルドに所属するS級冒険者。主に賞金首や盗賊団を専門とする。バーナバス学園長とは旧知の間柄でもある。誠一達がバーバドル魔法学園に向かう途中で出会い、成り行きで盗賊団の身柄確保に協力した。
魔神
声 - 森川智之
魔神教団の首領。遥か昔に時の勇者達が倒した事により封印されたが魂が残り自身の肉体を復活する為に信者達や四天王を使い、世界の舞台裏で全てを操る黒幕的存在であると同時に進化の実を生み出した張本人でもある。
テレビアニメでは眼のみの姿で描写されているが、2期12話のラストでは本体である人型の姿が登場し、不敵な笑みを浮かべたところで終わっている。
バーナバス・エイブリット
声 - 岩崎ひろし、鳥海浩輔（教師時代）
バーバドル魔法学園の学園長。「魔聖」の異名を持つ。超越者と呼ばれる存在の一人である。ウィンブルク王国で視察に訪れた所で教え子でもあるウィンブルク王と再会し、またの誠一と出会う。その直後に魔物達の襲撃が発生し自身も参加。そこで誠一の圧倒なスキルと力を見て、彼を学園の教師としてスカウトした。若かりし頃は教え子のデストラの担任であり、彼の過去にトラウマを抱えてしまった事に心から後悔している。
進化の実にまつわる伝説と魔神の関係性を誠一に打ち明けた。
ベアトリス・ローグナー
声 - Lynn
バーバドル魔法学園のFクラスの副担任。誠一が来るまでは担任をしていた。学園長には容赦なくツッコミを入れ、Fクラスの生徒が問題行動をしそうな際は威圧をかけたりするが、根はFクラス思いで心優しい教師。
魔神教団がバーバドル魔法学園の襲撃の際に生徒達を守るため、風属性の魔法を駆使し、アングレアに勝利するがデミオロスに襲われる直前で誠一に救われた。更に進化の実にまつわる伝説と魔神の関係性を誠一に解説した。
アグノス・パシオン
声 - 白石稔
バーバドル魔法学園のFクラスの生徒。パンチパーマと組み合わせたリーゼントの髪型をした、まさにヤンキーそのものといった外見の男。単純な性格で何でも気合いで解決しようとする不良少年。筆記テストの成績は低い。同じクラスのブルードとは犬猿の仲で良く喧嘩する。
武器は先端に突起物の付いた木製バット。誠一によって魔法が発現した後は火属性を使用する。
ブルード・レフ・カイゼル
声 - 深町寿成
バーバドル魔法学園のFクラスの生徒。カイゼル帝国の第二王子でテオボルトの弟。頭脳明晰で優秀な成績と実績を持つが、他人を見下す父親や兄とは違い真面目な性格で、身分に関係なく平等に接する美少年。
武器は剣。誠一によって魔法が発現した後は水属性の魔法を使用する。
ベアード・ルトラ
声 - 稲田徹
バーバドル魔法学園のFクラスの生徒。熊の被り物をしている少年。極端に無口で声を出すことは無く、スケッチブックを用いて筆談を行う。同じクラスのアグノスとブルードとは小競り合いはあるが成績は非常に優秀で冷静沈着な性格でもある。
武器は特に持っておらず、素手で戦う。誠一によって魔法が発現した後は土属性の魔法を使用する。
ヘレン・ローザ
声 - 田辺留依
バーバドル魔法学園のFクラスの生徒。ヴァルシャ帝国出身の美少女。戦闘能力がズバ抜けており、魔法が使えないながらも学園内ではトップクラスの実力者。カイゼル帝国とは敵対関係にあり、ブルードには特に敵意は抱いていないが、ブルードの兄であるテオボルトには敵意を剥き出しにしている。
小さなナイフを2本持ち、二刀流で戦う。誠一によって魔法が発現した後はアグノスと同じ火属性の魔法を使用する。
テオボルト・テラ・カイゼル
声 - 石毛翔弥
バーバドル魔法学園のSクラスの生徒。学園唯一の成績と実績を収める。カイゼル帝国の第一王子にして、ブルードの兄。非常にプライドが高く、父親と同様に帝国至上主義で、他人を平気で見下す。
アングレア
声 - 小清水亜美
魔神教団・使徒の一人で「殺人姫」の異名を持つ。高飛車な性格。仮面を装着した相手を操る魔法が得意。半分だけの仮面をつけているが、これは仮面の下の火傷を隠すと同時に魔力を制限するリミッターである。自分の火傷を負った顔に強いコンプレックスを抱いており、美女・美少女には無差別に殺意を抱いている。
バーバドル魔法学園をデミオロスと共に襲撃し生徒たちを攻撃するが、ベアトリスに敗北。デミオロスに助けを求めるが見捨てられ、自分も魔神に吸収された。
テレビアニメのラストではデミオロスと現世へと復活。喫茶店で談笑している様子が描かれた。なお火傷の痕は残っておらずコンプレックスは解消されたようで、仮面も付けないで笑顔を見せていた。
デミオロス
声 - 沢城千春
魔神教団・使徒の一人で「黄泉送り」の異名を持つ。残忍な性格。
バーバドル魔法学園をデミオロスと共に襲撃。ベアトリスに負けたアングレアをも魔神の糧とし、ベアトリスに襲い掛かるが、途中で現れた誠一に瞬殺され、自分が魔神に吸収される羽目になったが、消滅の間際に誠一と愛梨を冥界に送った。
テレビアニメのラストではアングレアと共に現世へと復活。喫茶店で談笑している様子が描かれた。
ゲンペル
声 - 福山潤
魔神教団・神徒で四天王の一人。「鏡変のゲンペル」の異名を持つ。とある国の元貴族。
他人に変身し能力も完全にコピーする能力を持つ。
両親からは単に家督を継ぐためだけの道具として愛情も無く育てられ、周囲とは身分ありきで付き合い没落するとイジメを受けたため、「誰も自分を見てくれない」と絶望している。
誠一の仲間を暗殺するため愛梨とすり替わってバーバドル魔法学園に潜入するが、誠一の仲間の優しさや（変装しているからとはいえ）本心から仲間として扱われることに絆され、しばらくの間誠一の代わりとしてバーバドル魔法学園で生活し、正体がバレると誰も殺すことなくあっさり退散した。
その後魔神教団を抜けようとするが、幸せそうな態度を不快に思ったデストラに殺害される。
テレビアニメのラストでは最終進化した誠一の力で現世に蘇り、変装することなく自分自身の姿で誠一の代わりに教師を務めている。
ヴィトール
声 - 杉田智和
魔神教団・神徒で四天王の一人。「共鳴のヴィトール」の異名を持つ。別名「変態紳士」。全力で戦ったことが無く、強者との戦いに飢えている。
異名であり所有する能力名である「共鳴」は相手の攻撃を倍の威力で返す、という能力であり、性質上相手の攻撃を受けることが前提となるため常に相手の攻撃をわざと喰らって反撃する、という戦い方をする。
王都のギルドに潜伏しエリスを暗殺しようとするが、ガッセルに阻まれて王都の外まで吹っ飛ばされ、追いかけてきたガッセルと殴り合いの戦いを繰り広げる。最終的に敗北したものの屈辱は感じず、リベンジを誓うものの、ユティスに用済みとして殺害される。
テレビアニメのラストでは最終進化した誠一の力で復活すると、ギルドでガッスルたちと再会を果たす。
デストラ
声 - 沢城みゆき
魔神教団・神徒で四天王の一人。「絶死のデストラ」の異名を持つ。謎多き少年。武器は巨大な鎌。
単なる一般人に扮して誠一と会ったことがあり、現状を幸せと語る誠一に「羨ましい」と不快な表情を見せた。
幼少時に両親を失い一人だったところを、バーナバスに声をかけられバーバドル魔法学園に入学する。副担任のリーベラに好意を抱き、学園生活を満喫していた最中に魔物が襲来。その際、自身の身代わりになったリーベラを失い、両親に続いて二度目の別れを味わう。絶望を味わったところで魔神に目をつけられ、契約を交わしてしまう。その後は『お前が僕を学園に連れてきたせいだ』とバーナバスを憎み、何もかもを破壊してしまおうと考えるようになった。
テレビアニメのラストでは誠一とサリアの息の根を止めようとするが、最終進化を遂げた誠一の前に八方塞がりとなってしまう。それでも向き合ってくれた誠一に感謝して本来の優しい心を取り戻しかけたが、同時に良心の呵責に耐えられなくなり、リーベラを追って自らを攻撃。そのまま消滅してしまう。
ユティス
声 - 小野大輔
魔神教団・神徒で四天王の一人。「遍在のユティス」の異名を持つ。教団の執事役でもある。顔を仮面で隠しており素顔は不明。
空間操作の能力を持っており、相手の心臓を直接掴んで握り潰す、といった攻撃が可能。最終進化した誠一によりデストラが窮地に立たされたことを悟った。しかしその後はテレビアニメで語られていないため、四天王では唯一生死が不明のままである。
リーベラ
声 - 井上喜久子
バーバドル魔法学園の元教師。故人。
バーナバスの教師時代、バーナバスが受け持ったクラスの副担任を担当。ただ教師でありながら遅刻が多いため、バーナバスの悩みの種である。デストラから好意を持たれており、自身もデストラを目にかけていた。学園に襲来した魔物討伐の際、デストラの身代わりとなって魔物の攻撃を食らい命を落とす。この死はデストラを魔神教団へと闇落ちする引き金となってしまう。
天の声
声 - 関俊彦
誠一のクラスメイト達を異世界に召喚させた創造神。本人だけは果てなき慈愛の森へ送った。更にデミオロスによって冥界に送った誠一と愛梨を生者の門へのルートと試練について説明したり、最後まで見守るなど、正体不明の存在である。

## 既刊一覧

### 小説
- 美紅（著）・U35（イラスト） 『進化の実〜知らないうちに勝ち組人生〜』 双葉社〈モンスター文庫〉、全15巻
  1. 2014年10月1日初版発行（9月30日発売[5]）、ISBN 978-4-575-75006-5
  2. 2015年2月2日初版発行（1月30日発売[12]）、ISBN 978-4-575-75022-5
  3. 2015年7月1日初版発行（6月30日発売[13]）、ISBN 978-4-575-75047-8
  4. 2016年2月2日初版発行（1月30日発売[14]）、ISBN 978-4-575-75072-0
  5. 2016年8月31日初版発行（8月30日発売[15]）、ISBN 978-4-575-75103-1
  6. 2017年5月31日初版発行（5月30日発売[16]）、ISBN 978-4-575-75140-6
  7. 2017年12月31日初版発行（12月28日発売[17]）、ISBN 978-4-575-75180-2
  8. 2018年10月2日初版発行（9月29日発売[18]）、ISBN 978-4-575-75222-9
  9. 2019年5月1日初版発行（4月30日発売[19]）、ISBN 978-4-575-75242-7
  10. 2019年12月31日初版発行（12月28日発売[20]）、ISBN 978-4-575-75259-5
  11. 2020年8月2日初版発行（7月30日発売[21]）、ISBN 978-4-575-75272-4
  12. 2021年3月2日初版発行（2月27日発売[22]）、ISBN 978-4-575-75284-7
  13. 2021年10月3日初版発行（9月30日発売[23]）、ISBN 978-4-575-75297-7
  14. 2022年4月2日初版発行（3月30日発売[24]）、ISBN 978-4-575-75304-2
  15. 2022年12月31日初版発行（12月28日発売[25]）、ISBN 978-4-575-75318-9

### 漫画
- 美紅（原作）・U35（キャラクター原案）・そらの（作画） 『進化の実〜知らないうちに勝ち組人生〜』 双葉社〈モンスターコミックス〉、既刊11巻（2024年6月28日現在）
  1. 2018年2月28日第一刷発行（同日発売[26]）、ISBN 978-4-575-41021-1
  2. 2018年10月31日第一刷発行（同日発売[27]）、ISBN 978-4-575-41034-1
  3. 2019年8月30日第一刷発行（同日発売[28]）、ISBN 978-4-575-41066-2
  4. 2020年1月30日第一刷発行（同日発売[29]）、ISBN 978-4-575-41097-6
  5. 2020年7月30日第一刷発行（同日発売[30]）、ISBN 978-4-575-41140-9
  6. 2021年1月29日第一刷発行（1月30日発売[31]）、ISBN 978-4-575-41202-4
  7. 2021年9月30日第一刷発行（同日発売[32]）、ISBN 978-4-575-41302-1
  8. 2022年9月15日第一刷発行（同日発売[33]）、ISBN 978-4-575-41418-9
  9. 2023年3月15日第一刷発行（同日発売[34]）、ISBN 978-4-575-41611-4
  10. 2023年10月30日発売[35]、ISBN 978-4-575-41734-0
  11. 2024年6月28日発売[36]、ISBN 978-4-575-41917-7

## テレビアニメ
2021年1月にテレビアニメ化が発表され、2021年10月から12月までテレビ東京ほかにて第1期が放送された。
第2期『真・進化の実〜知らないうちに勝ち組人生〜』は2022年4月に制作が発表され、2023年1月から4月までテレビ東京ほかにて放送された。

### スタッフ
|                                       | 第1期                                      | 第2期                                   |
| ------------------------------------- | ------------------------------------------ | --------------------------------------- |
| 原作                                  | 美紅                                       | 美紅                                    |
| キャラクター原案                      | U35                                        | U35                                     |
| 監督                                  | 奥村よしあき                               | 奥村よしあき                            |
| シリーズ構成                          | 市川十億衛門                               | 市川十億衛門                            |
| キャラクターデザイン                  | 荏田みなみ                                 | 美月いろは、林信秀                      |
| クリーチャーデザイン プロップデザイン | LIN YING-CHEN、YUNG CHIAO-AN               | うたつ                                  |
| 美術監督                              | 李書九                                     | 原部幹大                                |
| 美術設定                              | 市川林太郎                                 | 原部幹大                                |
| 色彩設計                              | 日比智恵子                                 | 日比智恵子                              |
| 撮影監督                              | 今泉秀樹                                   | 今泉秀樹                                |
| 編集                                  | 茶圓一郎                                   | 岡祐司                                  |
| 音響監督                              | 田中亮                                     | 村松久進                                |
| 音響制作                              | グロービジョン                             | グロービジョン                          |
| 音楽                                  | おぐらあすか、グシミヤギヒデユキ sky_delta | 矢野博康、桶狭間ありさ 齋藤優輝         |
| 音楽制作                              | Hifumi,Inc.、冨田明宏                      | SCORING POSITION、HORIPRO               |
| プロデューサー                        | 西辺誠、石井正記、奈良初男、久保佐喜代     | 西辺誠、石井正記、奈良初男、久保佐喜代  |
| プロデューサー                        | 川本晃生                                   | 中村考太郎、菅原健臣 小澤文啓、遊佐知憲 |
| アニメーション プロデューサー         | 木村健吾                                   | 木村健吾                                |
| アニメーション プロデューサー         | 深澤史朗                                   | 金澤明之介                              |
| アニメーション制作                    | HOTLINE                                    | HOTLINE                                 |
| 制作プロデュース                      | feel. Children's Playground Entertainment  | -                                       |
| 製作                                  | 「進化の実」製作委員会                     | 「真・進化の実」製作委員会              |

### 主題歌
「EVOLUTiON：」
南條愛乃による第1期オープニングテーマ。作詞はyozuca*、作曲・編曲は黒須克彦。
「Moonlight Walk」
Poppin'Partyによる第1期エンディングテーマ。作詞は中村航、作曲・編曲は日高勇輝。
「Evolution」
ナノによる第2期オープニングテーマ。作詞はナノ、作曲・編曲は齋藤優輝。
「Adore me」
山崎エリイによる第2期エンディングテーマ。作詞・作曲はシン・マナヒロ、編曲は佐久間薫。

### 各話リスト
| 話数   | サブタイトル                  | 脚本         | 絵コンテ               | 演出                     | 作画監督 | 総作画監督             | 初放送日       |       |       |       |       |       |       |       |       |       |       |       |       |       |       |       |       |       |
| 第1期  | 第1期                         | 第1期        | 第1期                  | 第1期                    | 第1期 | 第1期                  | 第1期          | 第1期 | 第1期 | 第1期 | 第1期 | 第1期 | 第1期 | 第1期 | 第1期 | 第1期 | 第1期 | 第1期 | 第1期 | 第1期 | 第1期 | 第1期 | 第1期 | 第1期 |
| ------ | ----------------------------- | ------------ | ---------------------- | ------------------------ | --- | ---------------------- | -------------- | ----- | ----- | ----- | ----- | ----- | ----- | ----- | ----- | ----- | ----- | ----- | ----- | ----- | ----- | ----- | ----- | ----- |
| 第1話  | 知らないうちに異世界人生!     | 市川十億衛門 | 奥村よしあき           | 奥村よしあき             | 金元会 金正男 | 韓承熙                 | 2021年 10月5日 |       |       |       |       |       |       |       |       |       |       |       |       |       |       |       |       |       |
| 第2話  | 最終進化!裸の美女             | 市川十億衛門 | 奥村よしあき           | 藤原和々                 | 金元会 金正男 UEC                                                                                                | 韓承熙                 | 10月12日       |       |       |       |       |       |       |       |       |       |       |       |       |       |       |       |       |       |
| 第3話  | 災厄のアルトリア              | 佐藤慎司     | 浅見隆司               | 浅見隆司                 | 黄鳳 明光 | 韓承熙                 | 10月19日       |       |       |       |       |       |       |       |       |       |       |       |       |       |       |       |       |       |
| 第4話  | 黒龍神の迷宮                  | 望月清一郎   | 影道                   | 遠藤良柄                 | Lee Seong Hee Kang Dong Ha Jeon Jong min                                                                         | 韓承熙                 | 10月26日       |       |       |       |       |       |       |       |       |       |       |       |       |       |       |       |       |       |
| 第5話  | 災厄の花嫁                    | 市川十億衛門 | 小林一三               | 栗山美秀                 | Kim Da Hee Park Ji Hyun                                                                                          | 韓承熙                 | 11月2日        |       |       |       |       |       |       |       |       |       |       |       |       |       |       |       |       |       |
| 第6話  | 異世界の中心で愛を叫ぶ        | 望月清一郎   | 浅見隆司               | 浅見隆司                 | Kim San Mun Hee                                                                                                  | 韓承熙                 | 11月9日        |       |       |       |       |       |       |       |       |       |       |       |       |       |       |       |       |       |
| 第7話  | ルルネ登場!                   | 佐藤慎司     | 奥村よしあき           | 奥村よしあき             | Kang Dong Ha Lee Seong Hee Jeon Jong min                                                                         | -                      | 11月16日       |       |       |       |       |       |       |       |       |       |       |       |       |       |       |       |       |       |
| 第8話  | 剣聖の戦乙女の美女            | 望月清一郎   | 小林一三               | 前園文夫                 | 小野ひろみ | 韓承熙                 | 11月23日       |       |       |       |       |       |       |       |       |       |       |       |       |       |       |       |       |       |
| 第9話  | 黒猫のオリガ                  | 佐藤慎司     | 小林一三               | 金元会                   | 慧敏 毛応星 黄鳳 明光 龍光 孫偉                                                                                  | 韓承熙                 | 11月30日       |       |       |       |       |       |       |       |       |       |       |       |       |       |       |       |       |       |
| 第10話 | 忍び寄るカイゼル帝国          | 望月清一郎   | 小林一三               | 佐々木純人               | Kim S Won E S Cho W H Kim J W UEC Co., Ltd. スタジオレオ                                                         | 韓承熙                 | 12月7日        |       |       |       |       |       |       |       |       |       |       |       |       |       |       |       |       |       |
| 第11話 | 魔物VSイカしたギルド          | 佐藤慎司     | 奥村よしあき           | 奥村よしあき             | 都竹隆治 福江光恵 飯飼一幸 武志鵬                                                                                | 韓承熙                 | 12月14日       |       |       |       |       |       |       |       |       |       |       |       |       |       |       |       |       |       |
| 第12話 | 知らないうちに最終回!?        | 市川十億衛門 | 小林一三               | 金元会                   | Lee Byeongseok Kang Dongha In Taesun Kim San Lee Seong Hee Choi Kyung Seok Kim Jung Woo Kim Jong Heon            | 韓承熙                 | 12月21日       |       |       |       |       |       |       |       |       |       |       |       |       |       |       |       |       |       |
| 第2期  |                               |              |                        |                          | |                        |                |       |       |       |       |       |       |       |       |       |       |       |       |       |       |       |       |       |
| 第1話  | ようこそ!バーバドル魔法学園へ | 市川十億衛門 | 奥村よしあき           | 深瀬重                   | 黒染 前村美幸 森悦史 吉田翔太                                                                                    | 堀光明                 | 2023年 1月14日 |       |       |       |       |       |       |       |       |       |       |       |       |       |       |       |       |       |
| 第2話  | 教師はつらいよ                | 市川十億衛門 | 奥村よしあき           | 海野祐樹                 | 金正男 袴田裕二 澤口裕也 光の園・アニメーション セブンシーズ                                                     | 林信秀 西本真吾        | 1月21日        |       |       |       |       |       |       |       |       |       |       |       |       |       |       |       |       |       |
| 第3話  | 誠一 VS. Fクラス              | 佐藤慎司     | 奥村よしあき           | 矢島竜                   | 前村美幸 江崎稔 岡田雅人 櫻井拓郎 林隆祥 早野正樹                                                                | 林信秀                 | 1月28日        |       |       |       |       |       |       |       |       |       |       |       |       |       |       |       |       |       |
| 第4話  | 再会、神無月華蓮              | 望月清一郎   | 小林一三               | 大久保亮                 | 服部憲治 sakura 李周鉉                                                                                           | 林信秀 西本真吾        | 2月4日         |       |       |       |       |       |       |       |       |       |       |       |       |       |       |       |       |       |
| 第5話  | 使徒、来襲                    | 市川十億衛門 | 大原実                 | 佐々木達也               | 前村美幸 櫻井拓郎 林隆祥 森悦史 韓承熙 Dogwood                                                                   | 林信秀 金正男          | 2月11日        |       |       |       |       |       |       |       |       |       |       |       |       |       |       |       |       |       |
| 第6話  | 決戦！バーバドル魔法学園      | 市川十億衛門 | 泉明宏 矢島竜          | おゆなむ                 | 金炅垠 林隆祥 森悦史 泉明宏 小林一三 STUDIO GIL                                                                  | 林信秀 西本真吾 金正男 | 2月18日        |       |       |       |       |       |       |       |       |       |       |       |       |       |       |       |       |       |
| 第7話  | 誠一、死す                    | 佐藤慎司     | 小林一三               | 矢島竜                   | Studio EverGreen sakura 松村康功 小田真弓 宇津木勇 首藤武夫 金炅垠                                               | 林信秀 西本真吾        | 2月25日        |       |       |       |       |       |       |       |       |       |       |       |       |       |       |       |       |       |
| 第8話  | 忍び寄る四天王                | 望月清一郎   | 大原実 矢島竜          | 矢島竜                   | 金炅垠 林隆祥 泉明宏 小林一三 江崎稔 Dogwood STUDIO GIL                                                          | 林信秀 西本真吾 金正男 | 3月4日         |       |       |       |       |       |       |       |       |       |       |       |       |       |       |       |       |       |
| 第9話  | 鏡変のゲンペル                | 市川十億衛門 | 小林一三               | 矢島竜 鷹取聖夜          | 泉明宏 UEC | 林信秀 西本真吾        | 3月11日        |       |       |       |       |       |       |       |       |       |       |       |       |       |       |       |       |       |
| 第10話 | 共鳴のヴィトール              | 佐藤慎司     | 山中祥平 泉明宏 矢島竜 | 奥村よしあき おゆなむ    | 泉明宏 江崎稔 岡田雅人 金炅垠 黒染 小林一三 櫻井拓郎 袴田裕二 前村美幸 森悦史 吉田翔太 林隆祥 Dogwood STUDIO GIL | 林信秀 西本真吾 金正男 | 3月18日        |       |       |       |       |       |       |       |       |       |       |       |       |       |       |       |       |       |
| 第11話 | 絶死のデストラ                | 望月清一郎   | 大原実                 | 大久保亮 鷹取聖夜        | 櫻井拓郎 王敏 周健 玉里栄二 江崎稔 林隆祥 泉明宏 小林一三 金炅垠 lolroute 羽根田弓子 Dogwood                     | 林信秀 西本真吾 金正男 | 3月25日        |       |       |       |       |       |       |       |       |       |       |       |       |       |       |       |       |       |
| 第12話 | 真・進化の実                  | 市川十億衛門 | 小林一三               | おゆなむ 矢島竜 鷹取聖夜 | 森悦史 前村美幸 江崎稔 金炅垠 岡田雅人 袴田裕二 じょま 世良コータ 泉明宏 Dogwood STUDIO GIL                      | 林信秀 西本真吾 金正男 | 4月1日         |       |       |       |       |       |       |       |       |       |       |       |       |       |       |       |       |       |

### 放送局
| 放送期間                 | 放送時間                     | 放送局     | 対象地域   | 備考                                 |
| ------------------------ | ---------------------------- | ---------- | ---------- | ------------------------------------ |
| 2021年10月5日 - 12月21日 | 火曜 2:00 - 2:30（月曜深夜） | テレビ東京 | 関東広域圏 | 製作参加                             |
| 2021年10月7日 - 12月23日 | 木曜 0:30 - 0:59（水曜深夜） | BSテレ東   | 日本全域   | BS/BS4K放送                          |
|                          | 木曜 22:30 - 23:00           | AT-X       | 日本全域   | CS放送 / 字幕放送 / リピート放送あり |

| 配信開始日     | 配信時間              | 配信サイト |
| -------------- | --------------------- | --- |
| 2021年10月5日  | 火曜 2:00（月曜深夜） | dアニメストア |
| 2021年10月12日 | 不明                  | ABEMA Amazon Prime Video Hulu バンダイチャンネル GYAO! TELASA J:COMオンデマンド みるぷらす auスマートパスプレミアム U-NEXT アニメ放題 ひかりTV FOD Paravi Rakuten TV Video Market DMM.com GYAO!ストア music.jp HAPPY!動画 MOVIEFULL クランクイン!ビデオ |
|                | 火曜 22:30 - 23:00    | ニコニコ生放送 |

| 放送期間               | 放送時間                     | 放送局     | 対象地域   | 備考                                                 |
| ---------------------- | ---------------------------- | ---------- | ---------- | ---------------------------------------------------- |
| 2023年1月14日 - 4月1日 | 土曜 1:23 - 1:53（金曜深夜） | テレビ東京 | 関東広域圏 | 製作参加                                             |
| 2023年1月17日 - 4月4日 | 火曜 0:30 - 0:59（月曜深夜） | BSテレ東   | 日本全域   | BS/BS4K放送                                          |
| 2023年3月3日 -         | 金曜 18:00 - 19:00           | AT-X       | 日本全域   | CS放送 / 字幕放送 / リピート放送あり 毎週2話ずつ放送 |

| 配信開始日    | 配信時間                      | 配信サイト |
| ------------- | ----------------------------- | --- |
| 2023年1月14日 | 土曜 2:00（金曜深夜）         | dアニメストア DMM TV |
| 2023年1月21日 | 土曜 0:00（金曜深夜）以降順次 | Amazon Prime Video FOD Hulu J:COMオンデマンドメガパック milplus Paravi TELASA U-NEXT アニメ放題 auスマートパスプレミアム ひかりTV バンダイチャンネル ABEMA GYAO! ニコニコ動画 ネットもテレ東 GYAO!ストア HAPPY!動画 music.jp Rakuten TV クランクイン!ビデオ ビデオマーケット ムービーフルPlus |

### BD / DVD
| 巻  | 発売日        | 収録話         | 規格品番  | 規格品番 |
| 巻  | 発売日        | 収録話         | BD        | DVD      |
| --- | ------------- | -------------- | --------- | -------- |
| BOX | 2022年6月29日 | 第1話 - 第12話 | DMPXA-243 | -        |

| 巻  | 発売日        | 収録話         | 規格品番  | 規格品番  |
| 巻  | 発売日        | 収録話         | BD        | DVD       |
| --- | ------------- | -------------- | --------- | --------- |
| BOX | 2023年5月26日 | 第1話 - 第12話 | KWXA-2870 | KWBA-2871 |

| テレビ東京 火曜 2:00 - 2:30（月曜深夜）  | テレビ東京 火曜 2:00 - 2:30（月曜深夜）  | テレビ東京 火曜 2:00 - 2:30（月曜深夜）     |
| 前番組                                   | 番組名                                   | 次番組                                      |
| ---------------------------------------- | ---------------------------------------- | ------------------------------------------- |
| 精霊幻想記（第1期）                      | 進化の実〜知らないうちに勝ち組人生〜     | おそ松さん（第3期・再放送）                 |
| 土曜 1:23 - 1:53（金曜深夜）             |                                          |                                             |
| アークナイツ【黎明前奏/PRELUDE TO DAWN】 | 真・進化の実〜知らないうちに勝ち組人生〜 | BIRDIE WING -Golf Girls' Story-（Season 2） |

### Web番組
柊誠一役の下野紘とサリア（進化前）/ガッスル・クルート役の稲田徹によるWeb番組『進化の実〜知らないうちに勝ち組ラジオ〜』が、2021年10月22日よりYouTubeにて配信。コメントゲストとしてサリア役の花澤香菜が出演する。